# US Marshals : Protection de témoins
US Marshals : Protection de témoins ou Protection de témoins au Québec (In Plain Sight) est une série télévisée américaine en 62 épisodes de 44 minutes créée par David Maples et diffusée entre le 1er juin 2008 et le 4 mai 2012 sur USA Network et au Canada sur le réseau Global.
En France, la série est diffusée depuis le 29 avril 2010 sur France 4 et est diffusée sur 13ème rue, au Québec, depuis le 8 janvier 2010 sur Séries+ et en Belgique, depuis septembre 2010 sur RTL-TVI.

## Synopsis
Les agents Mary Shannon et Marshall Mann travaillent dans le très secret programme de protection des témoins, à Albuquerque, au Nouveau-Mexique, et sont chargés de protéger et de déplacer les témoins fédéraux, qu'ils soient victimes de ce qu'ils ont vu ou qu'ils aient derrière eux une carrière de criminels. Toutes ces personnes ont une chose en commun : quelqu'un veut leur mort.

## Fiche technique
- Titre original : In Plain Sight
- Titre français : US Marshals : Protection de témoins
- Titre québécois : Protection de témoins
- Création : David Maples
- Musique : Jeff Beal
- Pays :  États-Unis
- Langue : anglais
- Genre : Série policière
- Nombre d'épisodes : 62 (5 saisons)
- Durée : 44 minutes
- Dates de première diffusion :  États-Unis : 1er juin 2008
- Version française réalisée par la société de doublage Audi'Art, sous la direction artistique de Coco Noël.

## Distribution

### Acteurs principaux
- Mary McCormack (VF : Nathalie Spitzer) : U. S. Marshal Mary Shannon
- Fred Weller (en) (VF : Alexis Victor) : U. S. Marshal Marshall Mann
- Paul Ben-Victor (VF : Jacques Bouanich) : U. S. Marshal Stan McQueen (saison 2 à 5, récurrent saison 1)
- Nichole Hiltz (VF : Vanina Pradier) : Brandi Shannon (saison 1 à 4, récurrente saison 5)
- Lesley Ann Warren (VF : Anne Jolivet) : Jinx Shannon (saison 1 à 2, récurrente saison 3 à 5)
- Todd Williams (VF : Daniel Lobé) : l'inspecteur Robert Dershowitz (saison 1 à 2)
- Cristián de la Fuente (VF : Philippe Valmont) : Raphaël Ramirez (saison 2, récurrent saison 1, 3 et 5)
- Rachel Boston (VF : Stéphanie Hédin) : Détective Abigail Chaffee (saison 5, récurrente saison 4)

### Acteurs récurrents
Ennemis
- Jenny Gabrielle (en) (VF : Marie Diot) : Rachel Miller (saison 1)
- Mark Boone Junior : Neil « Spanky » Carson (saison 1)
- Luis Moncada (en) : Lala (saison 2 à 4)
- Steve Eastin : Cormack « Sully » Sullivan (saison 5)

Famille/Amis
- Joshua Malina (VF : Patrice Baudrier) : Peter Alpert (saison 2 à 4)
- Tim Kelleher : Chuck Johnson (saison 1 et 2)
- Steven Weber (VF : Cyrille Monge) : Mike Faber (saison 3)
- Aaron Ashmore (VF : Stéphane Pouplard) : Scott Griffin (saison 3 et 5)
- Geoff Pierson : Seth Mann (saison 3 et 5)
- Ken Lerner (VF : Gilbert Levy) : Hal Alpert (saison 4)
- Randee Heller : Dora Alpert (saison 4)
- Bryan Callen (VF : Constantin Pappas) : Mark Stuber (saison 4 et 5)
- Tia Carrere (VF : Martine Irzenski) : Lia Hernandez (saison 5)
- Mimi Kennedy (VF : Brigitte Virtudes) : Joanna Stuber (saison 5)
- Stephen Lang (VF : Jean-Bernard Guillard) : James Wiley Shannon (saison 5)
- Josh Hopkins (VF : Maurice Decoster) : Kenny (saison 5)

Employés du Gouvernement
- Will McCormack (VF : Pierre Tessier) : Robert O'Conner (saison 1 à 2 et 5)
- Holly Maples (VF : Françoise Rigal) : Eleanor Prince (saison 2)
- Ali Marsh (VF : Louise Lemoine Torrès) : Dr Shelly Finkel (saison 2, 4 et 5)
- Allison Janney : Allison Pearson (saison 3)
- Keith Nobbs (VF : Cédric Ingard) : Charlie Connor (saison 3)
- Erika Alexander (VF : Annie Milon) : Theresa Simmons (saison 3)
- J. Grant Albrecht (en) (VF : Marc Bretonnière) : Tippy Boswell (saisons 3 à 5)
- Tangie Ambrose (VF : Géraldine Asselin) : Delia Parmalee (saisons 4 et 5)
- Ray Abruzzo (en) (VF : Mathieu Buscatto): Perillo (saisons 4 et 5)
- Dan Bucatinsky (VF : Thierry Bourdon) : Fred Zeitlin (saisons 4 et 5)

Témoins
- Angela Sarafyan : Tasha Turischeva / Tasha Somova (saison 1)
- Maury Sterling (VF : Eric Missoffe) : Ronnie Dalembert / Ronnie McIntire (saisons 4 et 5)
- Robert LaSardo (VF : Emmanuel Karsen) : Carlos Ramirez (saisons 4 et 5)
- Lauren Petzke : Christy Owens (saisons 4 et 5)

- Version française
  - Société de doublage : Audi'Art[3]
  - Direction artistique : Coco Noël[4]
  - Adaptation des dialogues : Nevem Alokpah, François Bercovici, Armelle Guérin, Claire Impens, Marianne Rabineau[4]

 Source et légende : version française (VF) sur RS Doublage et Doublage Série Database

## Production
En janvier 2006, USA Network commande un pilote de 90 minutes. Le casting principal débute le mois suivant avec Mary McCormack, suivi par Todd Williams et Fred Weller (en), Lesley Ann Warren et Nichole Hiltz.
La série a été commandée en janvier 2007. Elle débute un an et demi plus tard.
Le 20 juillet 2008, la série est commandée pour une deuxième saison. Le mois suivant, Cristián de la Fuente est promu à la distributution principale et ajoute à la distribution récurrente Joshua Malina, Holly Maples, Cynthia Watros et Ali Marsh.
Le 2 août 2009, la série est renouvelée pour une troisième saison, initialement de seize épisodes avec un nouveau showrunner, John McNamara, et les invités suivants : Rita Moreno, Allison Janney, Steven Weber, Tess Harper et Josh Cooke. À la suite d'une absence pour raisons médicales du showrunner, la saison a été écourtée à treize épisodes.
Le 28 juillet 2010, la série est renouvelée pour deux saisons supplémentaires, avec les nouveaux showrunners Edward Decter et John J. Strauss (en). En août 2011, USA Network annonce que la cinquième saison sera la dernière et comptera que huit épisodes.
Parmi les invités de la cinquième saison : Mädchen Amick, Stephen Lang, le retour de Raphaël (Cristián de la Fuente) et sa fiancée (Vanessa Evigan) et Josh Hopkins.

### Tournage
La série est tournée à Albuquerque, au Nouveau-Mexique, et dans ses environs pendant l'automne et l'hiver. La plupart des figurants de la série vivent à Albuquerque.

## Épisodes

### Première saison (2008)
1. Sang rouge, peaux blanches, 1re partie (Pilot - Part 1)
2. Sang rouge, peaux blanches, 2e partie (Pilot - Part 2)
3. Père à part (Hoosier Daddy)
4. Jamais en blanc (Never the Bride)
5. Un fantôme nommé Lola (Trojan Horst)
6. Qui veut la peau de Jay Arnstein ? (Who Shot Jay Arnstein?)
7. Un pari sur l'avenir (High Priced Spread)
8. Iris n'est plus ici (Iris Doesn't Live Here Anymore)
9. À la vie, à la mort (Don of the Dead)
10. Mourir en héros (Good Cop, Dead Cop)
11. Témoins amoureux (To Serge With Love)
12. Mary en ligne de mire (Stan By Me)
13. La Ligne blanche (A Fine Meth)

### Deuxième saison (2009)
Elle a été diffusée à partir du 19 avril 2009.
1. Les Pépites Lily (Gilted Lily)
2. Témoin amnésique (In My Humboldt Opinion)
3. Parent à charge (A Stand-Up Triple)
4. Déflagration (Rubble With a Cause)
5. Jusqu'à ce que le crime nous sépare (Aguna Matatala)
6. Fantôme du passé (One Night Stan)
7. Couper les ponts (Duplicate Bridge)
8. Un ami encombrant (A Frond in Need)
9. Sur écoute (Who's Bugging Mary?)
10. À la recherche de Miles (Miles to Go)
11. Âmes rebelles (Jailbait)
12. 38 ans d'absence (Training Video)
13. Amour et Contrefaçon (Let's Get It Ahn)
14. L'Honneur des Ashmore (Once a Ponzi Time)
15. La Révolution dans le sang (Don't Cry For Me, Albuquerque)

### Troisième saison (2010)
Elle a été diffusée à partir du 31 mars 2010.
1. Le Seigneur de la rue (Father Goes West)
2. Quand Mary rencontre Marshall (When Mary Met Marshall)
3. La Femme de sa vie (Coma Chameleon)
4. La vie n'a pas de prix (Whistle Stop)
5. En eaux troubles (Fish or Cut Betta)
6. Autres temps, autres mœurs (No Clemency for Old Men)
7. Peines d'amour perdues (Love's Faber Lost)
8. Mann, père et fils (Son of Mann)
9. Paris illégaux (Death Becomes Her)
10. Mort programmée (Her Days are Numbered)
11. La Rébellion dans la peau (The Born Identity)
12. Familles à problèmes (Witsec Stepmother)
13. C'est l'histoire d'un prêtre (A Priest Walks Into a Bar)

### Quatrième saison (2011)
Elle a été diffusée à partir du 1er mai 2011.
1. L'Art du changement (The Art of Steal)
2. Fou allié (Crazy Like a Witness)
3. L'Amour au temps du Colorado (Love in the Time of Colorado)
4. Une vie de mensonges (Meet the Shannons)
5. Escroc indésirable (Second Crime Around)
6. L'habit ne fait pas le témoin (Something A-Mish)
7. Sans foie ni loi (I'm a Liver Not a Fighter)
8. Un divorce et un blanchiment (Shiva on the Roof)
9. Un frère encombrant (The Rolling Stones)
10. La Musique dans l'âme (Girls Interrupted)
11. Provo-cation (Provo-Cation)
12. Un témoin à terme (A Womb with a View)
13. Procès à risque (Something Borrowed, Something Blew Up)

### Cinquième saison (2012)
Cette dernière saison de huit épisodes a été diffusée à partir du 16 mars 2012.
1. Le Réseau asocial (The Anti-Social Network)
2. Quatre marshals et un bébé (Four Marshals and a Baby)
3. Tous les chemins mènent au témoin (Reservations, I've Got a Few)
4. Le Paradoxe du choix (The Merry Wives of WITSEC)
5. La Reine de la nuit (Drag Me to Hell)
6. La Médaille de Mary (The Medal of Mary)
7. Dernier coup de maître (Sacrificial Lam)
8. Ne dis pas adieu (All's Well That Ends)

### Audiences
Le pilote de la série a été regardé par 5,3 millions de téléspectateurs américains, ce qui en fait l'audience la plus élevée pour une série de la chaîne, depuis Psych : Enquêteur malgré lui en 2006.
Depuis, la série fait une audience moyenne de 5,22 millions de téléspectateurs américains.
Le premier épisode de la saison trois attira 3,81 millions de téléspectateurs, ce qui ne surprend pas puisque l'émission est revenu à l'antenne dans un temps hors de la norme.

## Produits dérivés

### Sortie en DVD
- US Marshals : Protection de témoins - Saison 1 (1er juin 2010)
- US Marshals : Protection de témoins - Saison 2 (14 septembre 2010)
- US Marshals : Protection de témoins - Saison 3 (24 mai 2011)
- US Marshals : Protection de témoins - Saison 4 (24 juillet 2012)

## Autour de la série
Tous les épisodes ont quelques points en commun. Ainsi, tous commencent par une séquence montrant comment un témoin fédéral s'est retrouvé dans le programme de protection des témoins. Et durant tout l'épisode, Mary coche une liste de chose à faire posée sur le tableau de bord de sa voiture (une Ford Probe).
Le 15 juin 2008, l'actrice Mary McCormack a été la guest star dans l'épisode Contract de la série New York, section criminelle (Law & Order: Criminal Intent) diffusée sur la même chaîne juste avant US Marshals. Dans cet épisode, elle interprète son propre rôle et le personnage de l'inspecteur Mike Logan, interprété par Chris Noth, fait référence au sujet de ce qu'il y a à faire un dimanche à 22 h à Albuquerque, lieu de l'action de US Marshals.
Comme les vrais membres de l’United States Marshals Services, Mary Shannon et Marshal Mann portent un Glock 23 à la ceinture et un Glock 27 au niveau du tibia.
Quatre acteurs de la série À la Maison-Blanche (The West Wing), à savoir Joshua Malina comme récurrent, puis Richard Schiff, Allison Janney, et enfin Bradley Whitford se retrouvent dans la distribution additionnelle de la série. Ils y retrouvent Mary McCormack, qui a tenu pendant trois saisons le rôle du commandant Kate Harper, conseillère adjointe à la sécurité nationale, dans À la Maison-Blanche, ainsi qu'Aaron Ashmore, qui a également participé aux deux séries.